# 요시무라 간이치로
요시무라 간이치로(吉村 貫一郎,1840년~1868년 1월 27일)는 모리오카 번 출신의 신선조 대사이다. 호쿠신잇토류, 카고시마 신토류 출신.

## 생애
모리오카번의 하급무사의 차남으로 태어났다. 학문, 검술에 열중하여, 모리오카 번 내에서 카고시마 신토류의 문을 두들기면서, 두각을 나타낸다.
1863년에 에도에 가게 되어, 호쿠신잇토류의 현무관에 입문한다. 이 즈음, 도장은 나라의 사정을 이야기 하는 장소이기도 하여서, 존왕양이의 사상에 기울어 진듯 하다.
1865년, 탈번한다. 가난했던 요시무라는 다섯 가족을 걱정하여 , 당시 천하에 용명을 떨친 신선조에 입대한다. 문무 양쪽에 재능을 가지고 있어 제사취급역겸 감찰, 격검사범으로 발탁된다.
1867년, 신선조가 막부의 신하로 등용되어, 요시무라는 미마와리구미 수준의 격식을 받게된다. 이 때, 고향의 가족에게 충분한 송금이 가능하여 감격해 울었다고 한다.
격검 사범직이었지만, 정작, 적을 벤 기록은 적다. 신선조의 둔영지가 이전할 때 니시혼간지에 교섭을 하러 가거나, 산죠 제찰사건의 사죄를 목적으로 한 도사 번의 향응에 요시무라가 참여하거나 하지만, 덴마야사건에서 미우라 야스시의 호위 역에 임해졌을 때에는, 특히 요시무라가 벤 기록은 없다. 어느 쪽이라고 하자면, 논객으로서 활약을 한 듯하다.
1868년 정월, 도바 후시미 전투에 참가하지만, 전사했는지 탈주했는지, 이후의 소식은 두절되었다. 소설가 시모자와 칸에 의하면, 신선조가 오사카에서 떨어져 있다는 일을 안 요시무라는, 길거리를 해메어, 모리오카 번 저택에 다시 번에 돌아올 것을 원했지만, 대리인 역의 오노 지로에몬에게, 무사에게 있을 수 없는 행위라고 비난을 받아 할복하라고 말하자, 모리오카 번 저택 안에서 할복하여 생을 끝냈다고 한다. 할복한 방에는, 2푼, 금 10장과, 쪽지가 놓여 있어, 쪽지에는 가족에게 송금을 원한다는 문장이 써있었다. 라고 전해진다.
하지만, 오노 지로자에몬이라는 인물은 가공의 인물이라는 것이 알려져, 요시무라의 최후는 시모자와 칸의 창작일 가능성이 높다. 자손인 카무라가의 과거장에는, 메이지 3년(1870년) 1월 15일 사망이라고 쓰여있다.